# Chitrella archeri
Espèce
Chitrella archeri est une espèce de pseudoscorpions de la famille des Syarinidae.

## Distribution
Cette espèce est endémique du Tennessee aux États-Unis. Elle se rencontre dans le comté de Grundy dans la grotte Wonder Cave et dans le comté de Smith dans la grotte Piper Cave.

## Description
Le mâle holotype mesure 2,08 mm et la femelle paratype 2,863 mm.

## Étymologie
Cette espèce est nommée en l'honneur d'Allan Frost Archer.

## Publication originale
- Malcolm & Chamberlin, 1960 : The pseudoscorpion genus Chitrella (Chelonethida, Syarinidae). American Museum Novitates, no 1989, p. 1-19 (texte intégral).